# Xã Jackson, Quận Scott, Minnesota
Xã Jackson (tiếng Anh: Jackson Township) là một xã thuộc quận Scott, tiểu bang Minnesota, Hoa Kỳ. Năm 2010, dân số của xã này là 1.464 người.